# Shumagin Islands
Die Shumagin Islands sind eine der Alaska-Halbinsel vorgelagerte Inselgruppe im Golf von Alaska. Administrativ gehören sie zum Aleutians East Borough. Die einzige größere Siedlung ist Sand Point auf Popof Island mit 578 Einwohnern (Stand 2020).
Benannt wurden die Shumagin Islands 1741 durch Vitus Bering nach Nikita Shumagin, einem seiner Matrosen, der an Skorbut verstorben und auf Nagai Island beerdigt worden war. Von Innokenti Weniaminow, einem russisch-orthodoxen Priester, der die aleutische Bevölkerung missionierte, wurde 1840 deren Bezeichnung für die Inselgruppe als „Kagigun“ dokumentiert. Adam Johann von Krusenstern von der kaiserlich-russischen Armee veröffentlichte 1827 den französischen Namen „I(les) Choumagin“.

## Inseln der Shumagin Islands
- Andronica Island (⊙ 15,26 km²)
- Atkins Island (⊙ 2,49 km²)
- Bendel Island (⊙ 9,86 km²)
- Big Koniuji Island (⊙ 90,4 km²)
- Bird Island (⊙ 17,27 km²)
- Castle Rock (⊙ 0,51 km²)
- Chernabura Island (⊙ 30,52 km²)
- Herendeen Island (⊙ 0,78 km²)
- John Island (⊙ 0,91 km²)
- Karpa Island (⊙ 1,92 km²)
- Korovin Island (⊙ 66,98 km²)
- Little Koniuji Island (⊙ 57,94 km²)
- Nagai Island (⊙ 291,5 km²)
- Near Island (⊙ 1,81 km²)
- Peninsula Island (⊙ 1,48 km²)
- Popof Island (⊙ 91,67 km²)
- Simeonof Island (⊙ 43,06 km²)
- Spectacle Island (⊙ 6,76 km²)
- Turner Island (⊙ 5,74 km²)
- Unga Island (⊙ 442 km²)

## Natursehenswürdigkeiten und Schutzgebiete
Unga Island wurde 1968 wegen der wissenschaftlichen Bedeutung der an der Küste zu findenden versteinerte Bäume als National Natural Landmark ausgewiesen. Simeonof Island ist Teil des Alaska Maritime National Wildlife Refuge.